# Plaza del Cronista Chabret
La plaza del Cronista Chabret es un espacio público de la ciudad española de Sagunto.

## Descripción
La plaza, que en otros tiempos se conoció como «plaza de San Francisco» y «plaza de la Glorieta», tiene accesos por las calles de San Francisco, del Capitán Pallarés, de las Cortes, de la Autonomía, de Loreto, de Joaquín Rodrigo, de los Huertos, del Cronista Bru i Vidal y de Diana y por la avenida del Doctor Palos. Con el título actual, recuerda a Antonio Chabret y Fraga (1846-1907), historiador y cronista de la ciudad. Alberga un monumento que honra a José Romeu y Parras, saguntino muerto por los franceses en la guerra de la Independencia. Aparece descrita en el Nomenclator de las calles, plazas y puertas antiguas y modernas de la ciudad de Sagunto (1901) del propio Chabret y Fraga con las siguientes palabras:

Glorieta (plaza de la). Con el nombre de plaza de San Francisco, se llamaba antes de la exclaustración al espacio que ocupa ahora el paseo conocido por la Glorieta. En aquella época sólo había una fila de álamos paralela á las casas que miran al Oeste, ó sea desde la casa núm. 2, hasta el centro del espacio de la esquina del Convento de San Francisco y la casa de D. Luis Galmés, en cuyo punto se abría la puerta del huerto del Convento. En 1832, el Ayuntamiento convirtió en agradable paseo toda la plaza de San Francisco, y al efecto distribuyó el rectángolo de su área en tres calles paralelas cortadas por otras tres transversales, y los espacios comprendidos entre ellas, se dedicaron á jardines con vallas de mirto rodeando todo el paseo y cada uno de los jardinillos de álamos. Varios jóvenes de la buena Sociedad Saguntina, tomaron á su cuidado la plantación y cultivo de los jardines, hasta pocos años después, que el Ayuntamiento sustituyó el vallado de mirto por bancos de piedra. Hasta por los años de 1850, durante la feria de la Villa, se instalaban casaetas para los feriantes y barracones de comidas en este paseo, ár cargo de la Junta de Fábrica de la Iglesia parroquial. En el extremo oriental del paseo del centro de esta Glorieta, se alza el busto del insigne patriota D. José Romeu, sobre un pedestal formado por una columna prismática octogonal de mármol jaspeado, apoyada sobre un basamento de mármol azulado, cuyo monumento tiene su jardinillo y verja. En la parte anterior del pedestal, se lee: Al martir de la Independencia española, D. José Romeu.—Los Saguntinos.—1888. En el otro extremo de dicho paseo central hay una casilla rectangular con un terradillo rodeado de verja para la banda de música que suele amenizar las veladas en este paseo en las noches de verano, y en su interior se abre la escalera que conduce á los grifos de la cisterna pública que surte al vecindario de agua fresquísima durante los calores del estío. Hay aquí dos depósitos ó cisternas construídos en diferentes épocas: la primera ó más pequeña, se extiende de N. á S. y fué construída por los frailes en época que no he podido averiguar; tenían antes un brocal por donde se sacaba el agua. Prueba de ello fué la gran cantidad de restos de cántaros encontrados junto al brocal indicado, cuyas piedras conservaban las huellas de las cuerdas. La segunda cisterna se une á la anterior por el lado occidental en forma de cruz, es mucho más grande y fué construída en 1762, en un pedazo de terreno que cedieron los frailes de San Francisco. Escribiendo estas lineas, se están derribando los álamos de grandísima altura que daban sombra á este paseo, y se han terraplenado los jardinillos hasta el nivel de los andenes, con el objeto de formar macizos ó parterres, rodeándolos de acacias. El cambio está hecho con la intención de llevar adelante las reformas que exige la cultura de nuestros tiempos, pero no se ha tenido en cuenta que en esta desgraciada población que escasea por lo regular el agua durante el estío, se ha de luchar con grandes dificultades para mantener vivas las plantas que necesitan riego constante, y la falta de esmero en la renovación y otros cuidados, han de obligarnos á volver los ojos atrás y deplorar lo que perdimos.
(Chabret y Fraga, 1901, pp. 57-59)